# المحروس
المحروس هو مسلسل سوري بث في عام 2006 يروي مواضيع اٍجتماعية كثيرة كما أنه ساد هذا المسلسل العديد من الأحداث التي تصف الذل والاستغلال والضعف وفي النهاية تتمكن الشخصيات من كسر الحاجز الذي يفصلهم عن الحرية والامان ونزع قيد العبودية للمحروس الذي يمارس أعمال مشينة خلف أسوار القلعة الحصينة.بث المسلسل على قناة السومرية بثلاثين حلقة.
المحروس.. فانتازيا تاريخية حول السلطة والتسلط
مسلسل «المحروس»، دراما تاريخية يحاكي واقعا افتراضيا لمجتمع غير موجود في عصرنا الآن، من خلال تناوله عدد من المواضيع الاجتماعية، كم أنه ساد هذا المسلسل العديد من الأحداث التي تصف الذل والاستغلال والضعف.
المسلسل يسلط الضوء من خلال «فانتازيا تاريخية» حول تاريخ السلطة والتسلط ومحاولة ربطها بما يحدث في الوقت الراهن من استغلال القوة السياسية والنفوذ البعيد.
تدور قصته حول الرجل «المحروس» داخل قلعته التاريخيّة حيث تحيا بصحبته بناته الثلاث المصونات، وهنّ يتحوّلن بفعل مجريات الأحداث وعرضها إلى الناطقات بأوامر السيّد الغائب عن أعين أهل البلدة والحاضر بقوّة في مخاوفهم ويومياتهم كونه محظيّاً منذ عقود بقدسيّة الاحتجاب عن نظر الأهالي ومسامعهم ليشكّل أكثر فأكثر مبعث القلق لديهم.
لكن في النهاية يتمكن سكان البلدة من كسر حاجز الخوف طمعاً في الحرية والامان ونزع قيد العبودية للمحروس الذي يمارس أعمال مشينة خلف أسوار القلعة الحصينة.
المسلسل من إخراج السوري نجدة أنزور، وبطولة جيني أسبر، هبة نور، عبد الرحمن أبو القاسم، صفاء سلطان، حسن عويتي، عبد المنعم عمايري.